# Rosa pantrarna
Rosa pantrarna (engelska: Pink Panthers) är namnet Interpol använder för ett transnationellt nätverk av personer från Montenegro och Serbien som ägnat sig åt transnationell brottslighet, framför allt juvelstölder. Personerna i nätverket utgörs huvudsakligen av serbiska krigsveteraner från krigen i forna Jugoslavien, tror utredare. Rosa pantrarna utgör en del av den organiserade brottsligheten från Balkan.
Namnet Rosa pantrarna kommer från brittiska myndigheter, efter att en misstänkt medlem gömt en blå diamant värd 657 000 dollar i en krämburk, liksom en person i Peter Sellers filmer Rosa pantern. Interpol tror att gruppen består av 200-300 kriminella från Serbien och Montenegro och att dessa har varit delaktiga i framför allt juvelstölder i bland annat Dubai, Japan, Frankrike och Tyskland. Interpol har en arbetsgrupp som ägnar sig åt nätverket sedan 2007, Project Pink Panthers. Sommaren 2009 misstänktes Rosa pantrarna för 90 rån i 19 länder med byten som sommaren 2009 uppskattades till ett värde av 100 miljoner euro, däribland halsbandet Comtesse de Vendome i 125 carat värd 20 miljoner brittiska pund.
Det finns inga bevis för att gruppen är en fast organisation och somliga har hävdat att det egentligen rör sig om enskilda rånare, främst från Balkan, utan samband med varandra. Gruppen har i vissa kretsar blivit en legend och det är möjligt att det finns flera copycats.
Enligt utredare kommer upp till 30 personer ur Rosa pantrarna från den montenegrinska staden Cetinje, ett område med gammalt rykte för banditverksamhet, där rånare som verkar utomlands och sedan återvänder kallas saner. De flesta, tror utredare, kommer från den serbiska staden Niš och Mali Zvornik